# Platycephala sasae
Platycephala sasae är en tvåvingeart som beskrevs av Nartshuk 1973. Platycephala sasae ingår i släktet Platycephala och familjen fritflugor. Inga underarter finns listade i Catalogue of Life.